# Alfa del Llop

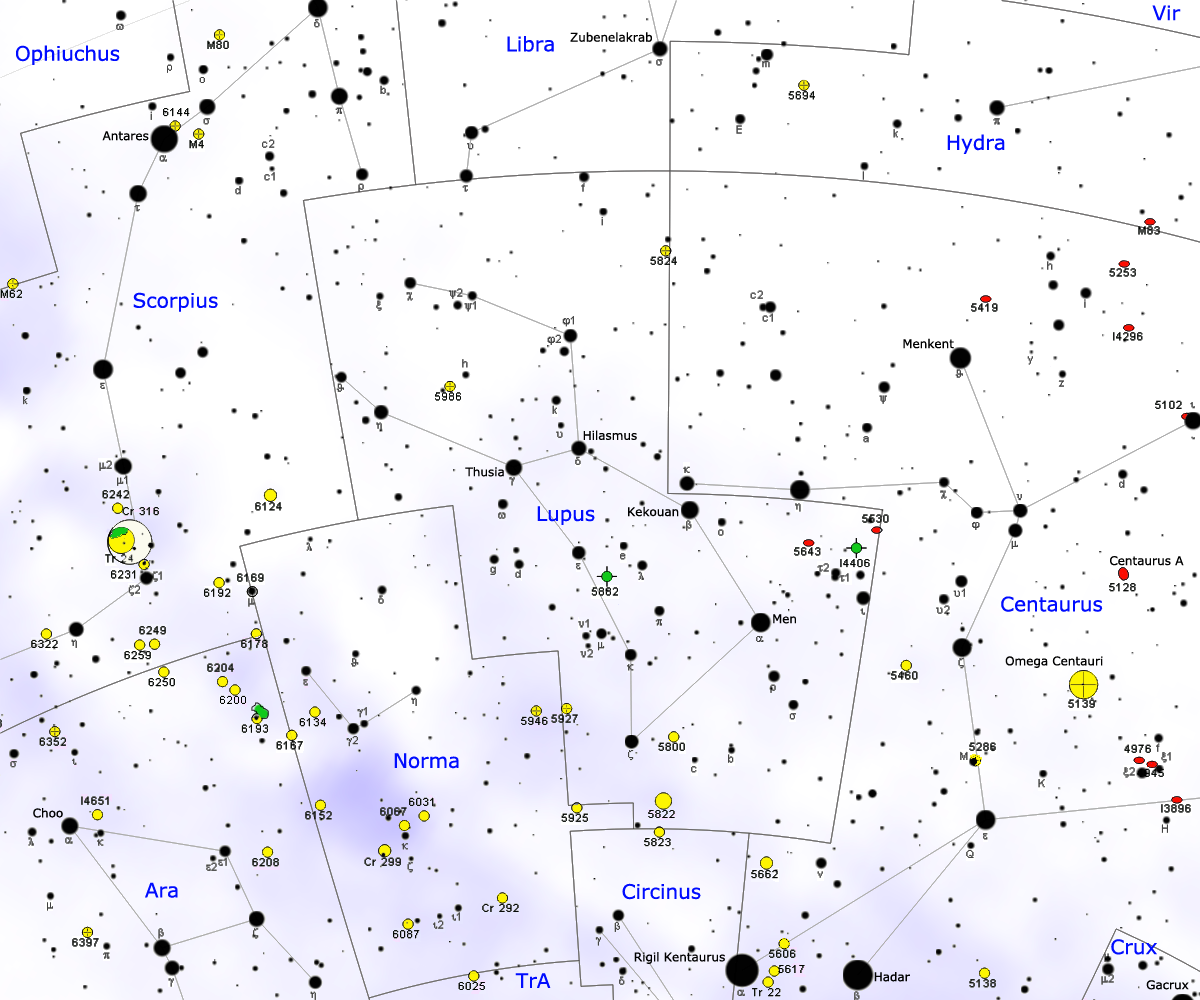
Alpha Lupi a la seva constel·lació

Alfa del Llop (α Lupi) és l'estrella més brillant de la constel·lació del Llop, amb una magnitud aparent de +2,30. Ocasionalment rep el nom xinès tradicional Men i el nom d'origen àrab Kakkab. És una estrella gegant blava calenta de tipus espectral B1.5III, amb una temperatura superficial de 21.600 K. La seva lluminositat equival a 20.000 sols i s'hi troba a 550 anys llum de distància de la Terra. Amb una massa estimada d'unes 10 vegades més gran que la massa solar, és una estrella relativament jove, d'uns 20 milions d'anys.
Alfa del Llop és una variable del tipus Beta Cephei, semblant a Murzim (β Canis Majoris). Aquest tipus d'estrelles mostren variacions en el seu brillantor a causa de pulsacions en la seva superfície. En el cas d'Alfa Lupi aquestes variacions són d'un 3% en la seva lluminositat i el seu període d'oscil·lació és d'una mica més de 6 hores 14 minuts.
Com moltes estrelles de tipus espectral O i B, Alfa del Llop forma part d'una associació estel·lar OB, grup d'estrelles disperses amb un probable origen comú. Concretament és membre de l'associació "Centaurus Superior-Lupus" o UCL, que al mateix temps forma part de la gran associació estel·lar d'Scorpius-Centaurus.